# Art Acord
Pour les articles homonymes, voir Acord.
Art Acord, de son vrai nom Arthemus Ward Acord, est un acteur américain né le 17 avril 1890 à Stillwater en Oklahoma et mort le 4 janvier 1931 à Chihuahua au Mexique.

## Biographie
Art Acord commence sa vie en travaillant dans un ranch, et devient même champion de rodéo (il sera sacré champion du monde en 1912 et 1916). Il débute au cinéma comme cascadeur dans les studios Bison, puis à partir de 1911 accède à de vrais rôles et devient un cowboy populaire, héros de plusieurs dizaines de courts-métrages de western. 
Il connaît la célébrité avec le personnage de Buck Parvin dans les films de Bertram Bracken, et joue également de petits rôles dans The Squaw Man (1914) de Cecil B. DeMille et dans Cleopatra (1917) avec Theda Bara. Il combat 18 mois en Europe et est décoré de la Croix de Guerre. Dans les années 1920, il est la vedette de plusieurs serials à succès comme The Moon Riders (1920) de B. Reeves Eason et Theodore Wharton ou In the Days of Buffalo Bill (1922) d’Edward Laemmle, et de films comme The Wild Girl (1925) avec son épouse d’alors Louise Lorraine.
Mais son alcoolisme chronique amène Universal à rompre son contrat, et après quelques films à petit budget, il sombre dans l’oubli. En janvier 1931, on le retrouve empoisonné dans une chambre d’hôtel de Chihuahua au Mexique, sans que l’on puisse savoir s’il s’agissait d’un meurtre ou d’un suicide.
Il fut marié à :
- Edythe Sterling (1913- 1916) ;
- Edna Nores ;
- Louise Lorraine.

## Filmographie
- 1910 : Pride of the Range de Francis Boggs

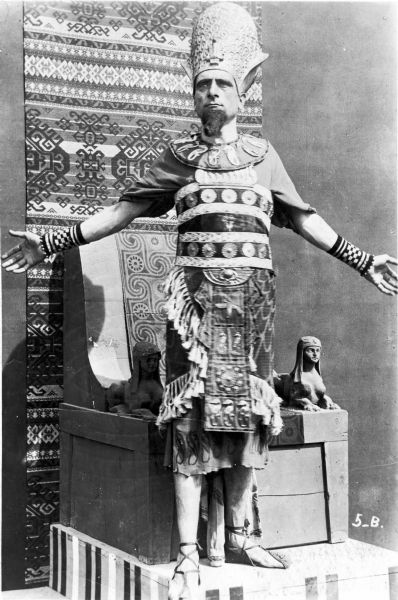
Art Acord dans Cléopâtre (1917) de J. Gordon Edwards

- 1910 : Francesca da Rimini (The Two Brothers) de D. W. Griffith
- 1911 : Range Pals de Francis Boggs (non crédité)
- 1911 : The White Medicine Man de Francis Boggs (non crédité)
- 1911 : Coals of Fire (it) d'Hobart Bosworth
- 1911 : George Warrington's Escape d'Hobart Bosworth
- 1912 : War on the Plains/Across the plains de Thomas H. Ince
- 1912 : The Indian Massacre de Thomas H. Ince
- 1912 : The Battle of the Red Men de Thomas H. Ince
- 1912 : The Lieutenant's Last Fight de Thomas H. Ince
- 1912 : The Outcast de Thomas H. Ince
- 1912 : A Soldier's Honor de Thomas H. Ince
- 1912 : On the Warpath de Reginald Barker
- 1912 : The Frontier Child de Thomas H. Ince
- 1912 : Le Dernier combat du lieutenant (Custer's Last Fight) de Francis Ford
- 1912 : The Invaders de Thomas H. Ince et Francis Ford (non crédité)
- 1912 : War on the Plains de Thomas H. Ince
- 1913 : The Claim Jumper de Burton L. King
- 1914 : Le Mari de l'indienne (The Squaw Man) d'Oscar Apfel et Cecil B. DeMille (non crédité)
- 1914 : The Cherry Pickers de Colin Campbell
- 1915 : Buckshot John (en) d'Hobart Bosworth
- 1915 : When the Fiddler Came to Big Horn de Bertram Bracken
- 1915 : Pretty Mrs. Smith d'Hobart Bosworth (non crédité)
- 1915 : The Cowboy's Sweetheart d'Edythe Sterling
- 1915 : Nearly a Lady d'Hobart Bosworth (non crédité)
- 1915 : A Cattle Queen's Romance de Bertram Bracken
- 1915 : Twas Ever Thus (non crédité) Scénariste : Elsie Janis
- 1915 : Man-Afraid-of-His-Wardrobe de William Bertram
- 1915 : Buck Parvin in the Movies de Charles E. van Loan
- 1915 : Buck's Lady Friend de William Bertram
- 1915 : This Is the Life de William Bertram
- 1915 : Film Tempo de William Bertram
- 1915 : Avec les compliments de l'auteur (Author! Author!) de William Bertram
- 1916 : Water Stuff de William Bertram
- 1916 : The Extra Man and the Milk-Fed Lion de William Bertram
- 1916 : Margy of the Foothills de William Bertram
- 1916 : Curlew Corliss de William Bertram
- 1916 : Snow Stuff de William Bertram
- 1916 : Under Azure Skies de William Bertram
- 1916 : The Awakening de William Bertram
- 1916 : The Return de William Bertram
- 1916 : With a Life at Stake de William Bertram
- 1916 : A Man's Friend de William Bertram
- 1916 : A Modern Knight de William Bertram
- 1916 : Sandy, Reformer de William Bertram
- 1916 : The Battle of Life de James Vincent
- 1917 : Heart and Soul de J. Gordon Edwards (non crédité)
- 1917 : The Show Down de Lynn Reynolds
- 1917 : Cléopâtre (Cleopatra) de J. Gordon Edwards
- 1918 : Headin' South d'Allan Dwan et Arthur Rosson
- 1919 : The Wild Westerner de George Holt
- 1919 : The Fighting Line (en) de William Reeves Easton
- 1919 : The Kid and the Cowboy (en) de William Reeves Easton
- 1920 : Western Nerve
- 1920 : Vulture of the West)
- 1920 : Ranch and Range
- 1920 : The Fiddler of the Little Big Horn
- 1920 : Call of the West
- 1920 : The Moon Riders (en) de William Reeves Easton et Theodore Wharton
- 1921 : The Show Down de William James Craft
- 1921 : The Fightin' Actor de William James Craft
- 1921 : The White Horseman (en) d'Albert Russell
- 1921 : The Cowpuncher's Comeback d'Edward Laemmle
- 1921 : The Call of the Blood d'Edward Laemmle
- 1921 : Winners of the West (en) d'Edward Laemmle
- 1921 : Fair Fighting d'Edward Laemmle
- 1922 : A Race for a Father d'Edward Laemmle
- 1922 : The Ranger's Reward d'Edward Laemmle
- 1922 : Matching Wits d'Albert Russell
- 1922 : Go Get 'em Gates d'Arthur J. Flaven
- 1922 : Ridin' Through de Robert N. Bradbury
- 1922 : Unmasked de Nat Ross
- 1922 : Dead Game de Nat Ross
- 1922 : Come Clean de Robert N. Bradbury
- 1922 : Tracked Down de Nat Ross
- 1922 : The Gypsy Trail d'Hugh Hoffman
- 1922 : In the Days of Buffalo Bill (en) d'Edward Laemmle
- 1923 : The Oregon Trail (en) d'Edward Laemmle (feuilleton en 18 épisodes)
- 1924 : Fighting for Justice de Walter De Courcy
- 1924 : Looped for Life de Park Frame
- 1925 : Three in Exile (en) de Fred Windemere
- 1925 : The Circus Cyclone d'Albert S. Rogell
- 1925 : The Wild Girl (en) de Billy Bletcher
- 1925 : The Silent Guardian (en) de Billy Bletcher
- 1925 : Pals...Bruce Taylor de John P. McCarthy
- 1925 : The Call of Courage de Clifford Smith
- 1926 : Western Pluck de Travers Vale
- 1926 : Sky High Corral de Clifford Smith
- 1926 : Rustlers' Ranch de Clifford Smith
- 1926 : The Set-Up (en) de Clifford Smith
- 1926 : The Scrappin' Kid de Clifford Smith
- 1926 : The Terror (en) de Clifford Smith
- 1926 : The Ridin' Rascal de Clifford Smith
- 1926 : The Man from the West d'Albert S. Rogell
- 1926 : Lazy Lightning de William Wyler
- 1927 : Loco Luck (en) de Clifford Smith
- 1927 : Set Free d'Arthur Rosson
- 1927 : Hard Fists de William Wyler
- 1927 : The Western Rover d'Albert S. Rogell
- 1927 : Spurs and Saddles (en) de Clifford Smith
- 1928 : Two-Gun O'Brien de Robert J. Horner (en)
- 1928 : His Last Battle de Robert J. Horner (en)
- 1929 : Flashing Spurs d'Horace B. Carpenter
- 1929 : The White Outlaw (en) de Robert J. Horner (en)
- 1929 : Bullets and Justice Scénario d'Horace B. Carpenter
- 1929 : Le Tigre de l'Arizona (The Arizona Kid) d'Horace B. Carpenter
- 1929 : An Oklahoma Cowboy de John Paterson McGowan
- 1929 : Wyoming Tornado (en) de John Paterson McGowan
- 1929 : Fighters of the Saddle (en) de Robert J. Horner (en)
- 1929 : Texas Battler d'Horace B. Carpenter
- 1930 : Trailin' Trouble (non crédité) d'Arthur Rosson